# Hypoleria ryphaeano
Hypoleria ryphaeano är en fjärilsart som beskrevs av Charles Oberthür 1878. Hypoleria ryphaeano ingår i släktet Hypoleria och familjen praktfjärilar. Inga underarter finns listade i Catalogue of Life.